# Serhiivka, Svatove
Serhiivka (în ucraineană Сергіївка) este un sat în comuna Raihorodka din raionul Svatove, regiunea Luhansk, Ucraina.

## Demografie
Componența lingvistică a localității Serhiivka
     Ucraineană (100%)
Conform recensământului din 2001, toată populația localității Serhiivka era vorbitoare de ucraineană (100%).